# Ubiór specjalny czołgistów Wojska Polskiego

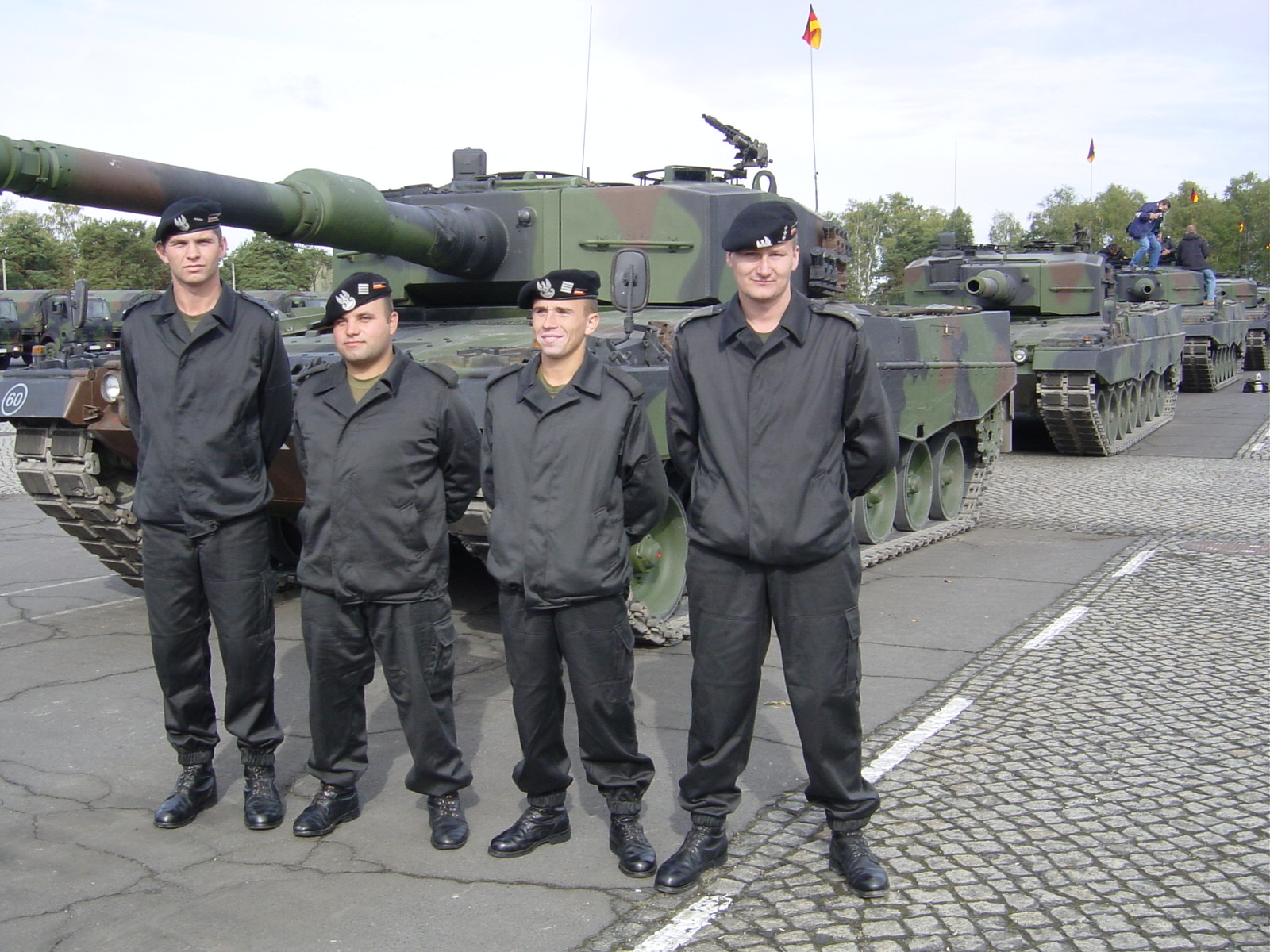
Czołgiści SZ RP w kombinezonach wz. 601/MON i czarnych beretach

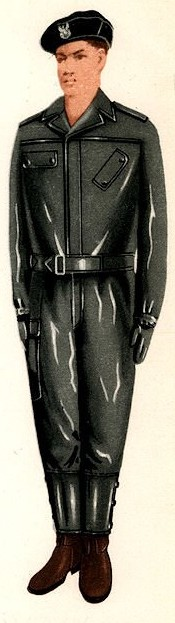
Czołgista SZ PRL w skórzanym kombinezonie wz. 5486 i czarnym berecie

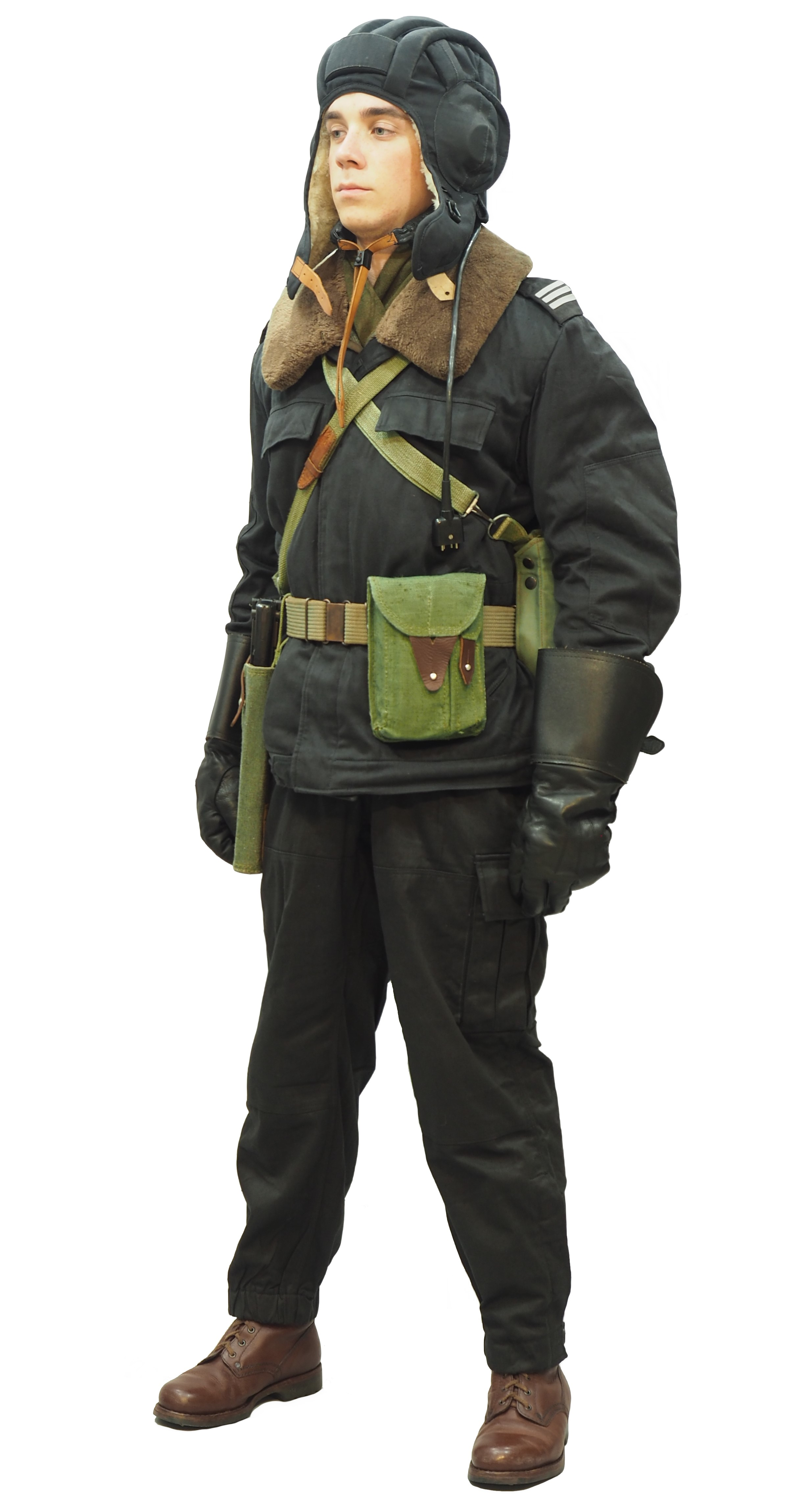
Rekonstrukcja wyglądu dowódcy czołgu T-72M1, w stopniu starszego kaprala. W trakcie zajęć poza wozem w okresie jesienno-zimowym, w drugiej połowie lat 80. (1987, Żagań)

Ubiór specjalny czołgistów Wojska Polskiego – ubiór noszony przez załogi czołgów podczas obsługi pojazdów.

## II Rzeczpospolita Polska
Czołgiści w okresie międzywojennym nosili jednoczęściowe kombinezony drelichowe w kolorze granatowym. Z czasem wprowadzono model barwy khaki dla załóg wozów bojowych.
Nakryciem głowy polskich czołgistów noszonym wewnątrz czołgu były hełmy czołgowe wz. 19 lub przeróbki adrianów na wersję czołgową. Występowały też, choć w małym stopniu hełmy skórzane wzorowane na niemieckich haubach lotniczych z okresu I wojny światowej. Pod koniec lat 30 XX w. opracowano także hełmofony z wbudowanymi słuchawkami, przeznaczone dla załóg czołgów 7TP.
Poza czołgiem noszono czarne berety wz. 37 lub wcześniejsze wz. 19.

## Polskie Siły Zbrojne
W Wojsku Polskim organizowanym we Francji podstawowym nakryciem głowy stosowanym w czołgu były francuskie hełmy czołgowe wz. 35 z poduszką czołową i podpinką z brązowej skóry lub ceraty. Poza czołgiem używano francuskich granatowych beretów wz. 35 przefarbowanych na czarno.
Po upadku Francji zaczęto organizowanie polskiej formacji pancernej na terenie Wielkiej Brytanii. Czołgiści jako ubiór roboczy i bojowy otrzymali brezentowe kombinezony wyróżniające się zamkami błyskawicznymi wzdłuż części górnej oraz nogawek. Ponadto miały duże kieszenie na nogawkach i piersiach. Kombinezony noszone były na standardowym brytyjskim mundurze polowym. Jedynymi oznakami noszonymi na kombinezonach były oznaczenia stopnia na naramiennikach (nie praktykowane w 1 DPanc). Na początku 1944 oficerowie 2 pułku pancernego nosili czarne kombinezony kroju przepisowego (wyłącznie na ćwiczeniach w Wielkiej Brytanii). Wiosną 1944 roku wprowadzono nowy typ kombinezonu (tzw. denims) w kolorze szarooliwkowym. Noszony był na mundurze lub zamiast niego.
Nakryciem głowy były filcowe berety koloru czarnego. Wewnątrz czołgów początkowo używano francuskich hełmów wz. 35 oraz hełmów fibrowych, będących adaptacją prymitywnych hełmów górniczych. W roku 1944 zastąpiono je brytyjskimi hełmami A. T. Mk. II. W czasie walk 1 DPanc. używano także amerykańskich hełmów ACH M6.
W 2 Korpusie czołgiści również używali beretów czarnych. Natomiast wewnątrz czołgu używano amerykańskich hełmów czołgowych ACH M6. Ponadto, wbrew regulaminowi, używano zdobycznych niemieckich hełmów spadochronowych, wydano jednak kategoryczny zakaz stosowania takich hełmów ze wglądu na zdarzający się friendly fire.

## Ludowe Wojsko Polskie
Pierwszą polską formacją pancerną sformowaną na terenie ZSRR był 1 Warszawski pułk czołgów. Sformowano go 15 maja 1943 w obozie w Biełoomut niedaleko Sielc nad Oką. Przyporządkowany został 1 Dywizji Piechoty. 19 sierpnia 1943 na bazie pułku powstała 1 Warszawska Brygada Pancerna im. Bohaterów Westerplatte.
Czołgiści 1 Warszawskiej Brygady Pancernej podczas pracy przy czołgu zakładali kombinezony drelichowe. Chroniły one właściwe mundury przed ubrudzeniem i zniszczeniem. Występowało kilka wzorów kombinezonów, w różnych kolorach, m.in. granatowe, szare lub ciemnoniebieskie. Na kołnierzu kombinezonu umieszczano proporczyki wojsk pancernych (pomarańczowo-czarne). Wraz z kombinezonem noszono pas. Podstawowym nakryciem głowy noszonym w czołgu był hełmofon wzoru radzieckiego. Podobnie jak kombinezony, występowało wiele rodzajów hełmofonów różniących się kolorem oraz materiałem (skórzane, materiałowe). Hełmofon uzupełniano okularami również wzoru radzieckiego.
W latach 60 XX w. i 70 XX w. polscy czołgiści używali czarnych dwuczęściowych kombinezonów skórzanych wz. 5486. Kurtka zapinana była na cztery kryte guziki oraz pasek wszyty w dolnej części. Posiadała dwie kieszenie zamykane na napy. Prawa była naszyta prosto, a lewa pod kątem. Ponadto na ramionach wszyto naramienniki. Spodnie o kroju prostym, miały trzy kieszenie: dwie wpuszczane w biodra oraz jedną naszytą z boku prawej nogawki (zamykana na zatrzaski). Rozporek zapinany na guziki. Ponadto do spodni przewidziane były szelki dopinane na guziki.
Jednakże Przepisy ubiorcze z roku 1972 nakazywały stosowanie kombinezonu skórzanego wyłącznie podczas defilad i parad wojskowych. W pozostałych wypadkach stosowane miały być kombinezony olejo i benzynoodporne koloru czarnego. Takie same kombinezony noszono podczas pracy w warsztatach przy naprawie ciężkiego sprzętu technicznego oraz w magazynach i składnicach materiałów pędnych i smarów.

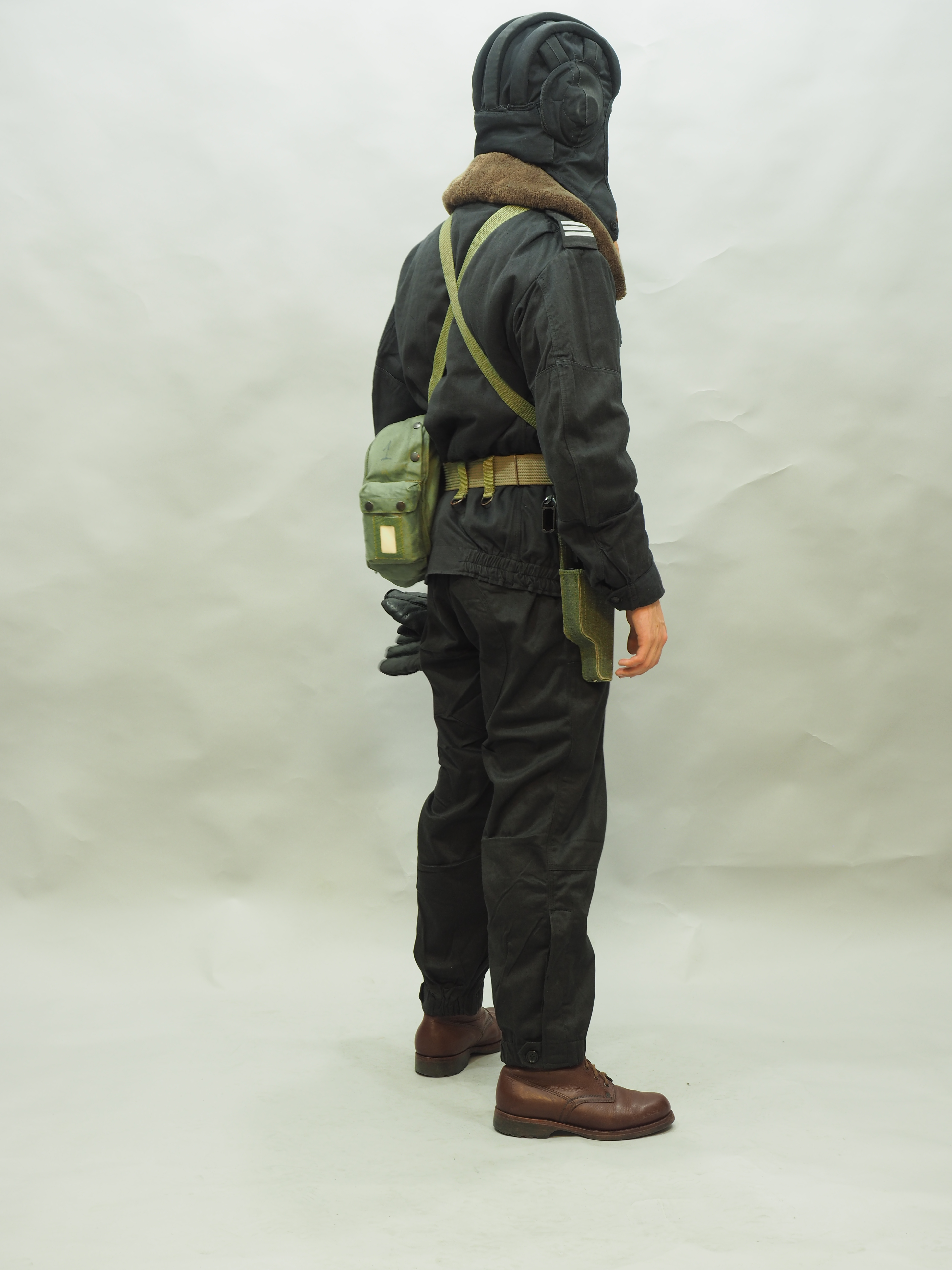
Dowódca czołgu T-72M1, widok z tyłu. Dobrze widoczna maska przeciwgazowa MP-4 w torbie oraz charakterystyczny sposób przenoszenia 9 mm pistoletu maszynowego wz.1963 bez magazynka, aby zapobiec jego zgubieniu w trakcie obsługi wozu.

W okresie zimowym kombinezony docieplano za pomocą podpinki od bechatki oraz dresu. Ponadto stosowano buty filcowe zamiast trzewików.
W połowie lat 80 XX w. wprowadzono nowy wzór kombinezonu dla czołgistów – Kombinezon czołgisty i warsztatowca wz. 5682. Kombinezon składał się z bluzy i spodni wykonanych z drelichu w kolorze czarnym. Bluza zapinana była na sześć guzików krytych oraz posiadała 5 kieszeni – dwie skośnie dolne zapinane na jeden guzik oraz trzy wewnętrzne zapinane na guzik (w tym jedna na opatrunek osobisty i jedna przeznaczona do celów sanitarnych). Na ramionach umieszczono naramienniki. Rękawy na łokciach wzmocnione dodatkową warstwą materiału z wypełnieniem tworzącym nałokietnik. Spodnie długie posiadają trzy kieszenie – dwie wpuszczane oraz jedną kieszeń na boku lewej nogawki z przegródkami na magazynki zapinana na dwa kryte guziki. Do spodni przeznaczono szelki dopinane z przodu na klamerki, a z tyłu wszyte na stałe. Na kolanach naszyto nakolanniki, a w okolicy kroku spodnie wzmocniono dodatkową warstwą materiału. W okresie zimowym pod bluzę kombinezonu wkładano podpinkę od kurtki zimowej z futrzanym kołnierzem.
Nakryciem głowy podczas prac w czołgu był czarny hełmofon lub hełm wykonany z tworzywa (obecny w niektórych jednostkach w latach 60 XX w.). Poza czołgiem używano czarnych beretów z gumowymi orzełkami (lub czapek futrzanych w zimie).

## Siły Zbrojne RP

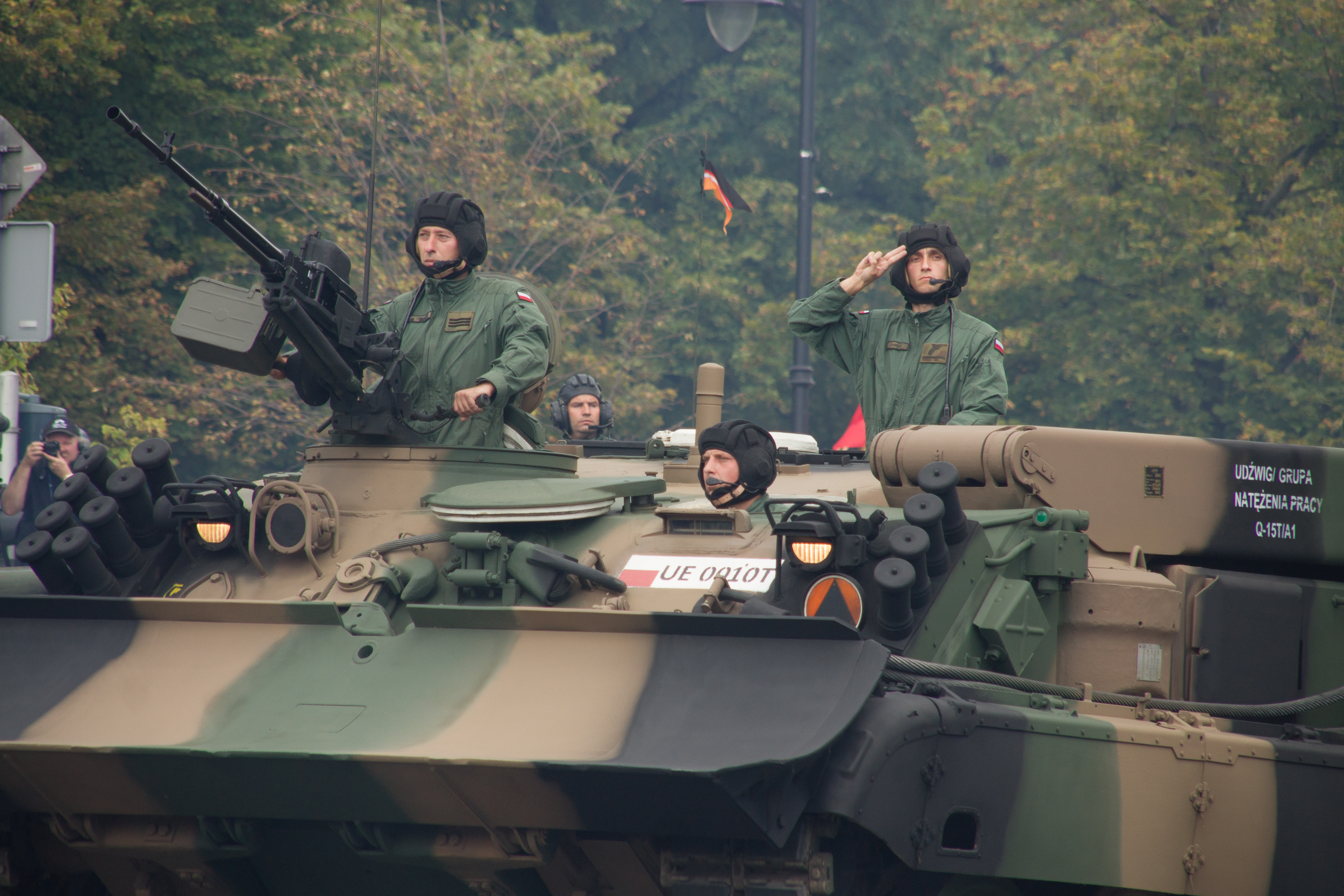
Czołgiści w kombinezonie wz. 2010 i hełmofonie

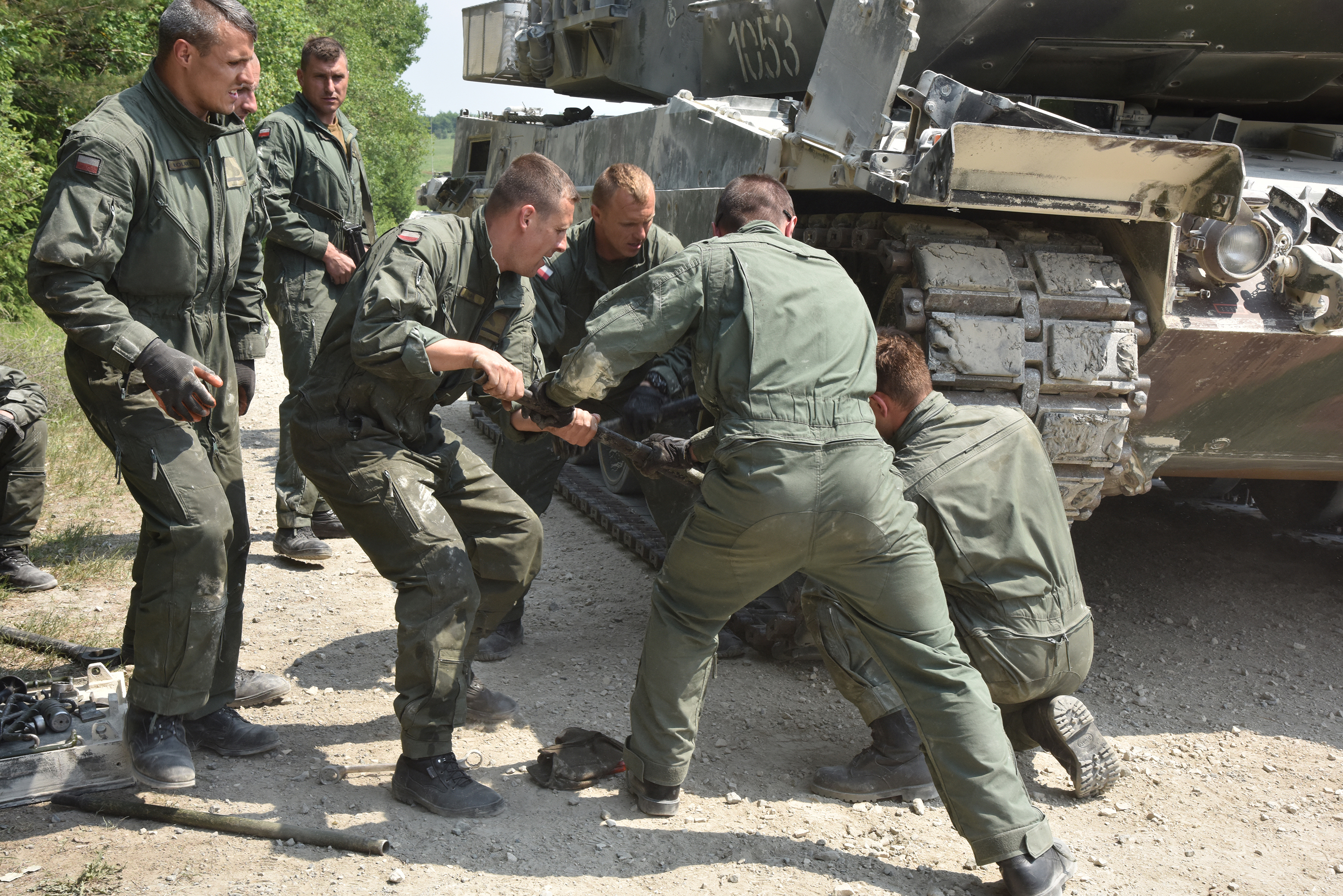
Czołgiści w kombinezonach wzór 2010 podczas zawodów Strong Europe Tank Challenge, 2018. Jest to obecnie obowiązujący wzór kombinezonu.

Do niedawna obowiązującym aktualnie wzorem jest dwuczęściowy kombinezon czołgisty wz. 601/MON (wz. 602/MON) w kolorze czarnym. Krój wzorowany jest na kombinezonie wz. 5682. Występują dwie wersje letnia (wz. 601/MON) i zimowa (wz. 602/MON). Bluza i spodnie wariantu zimowego posiadają dopinane podpinki. W przypadku braku należności kombinezonu zimowego czołgisty dopuszcza się noszenie pod kombinezonem czołgisty letnim bluzę i spodnie ocieplacza ćwiczebnego. Ponadto zabrania się noszenia kombinezonu na mundurze polowym.
Występowały także komplety wz. 601/MON w kolorze khaki.
Nakryciem głowy podczas prac w czołgu jest hełmofon (w zimie zimowy z ociepleniem) w kolorze czarnym lub kamuflażu pantera. Poza czołgiem używa się czarnych beretów (lub czapek futrzanych w zimie).
Rozporządzeniem Ministra ON z 2012 roku wprowadzono nowe elementy ubioru specjalnego czołgisty: kombinezon czołgisty wzór 2010, kurtkę zimową czołgisty wzór 2012 oraz bluzę i spodnie ocieplacza pod kombinezon. Nowe elementy zastąpiły używane do tej pory kombinezony wz. 601/MON i wz. 602/MON.
Kombinezon wz. 2010 oraz kurtka zimowa wz. 2010 zostały wykonane z tkaniny trudnopalnej w kolorze khaki. Kombinezon posiada uchwyt ewakuacyjny. Ocieplacz do kombinezonu wz. 635/MON przypominający bieliznę termoaktywną również jest wykonany z tkaniny trudnopalnej w kolorze oliwkowym.